# Farroupilha (Porto Alegre)
Farroupilha é um bairro da zona central da cidade brasileira de Porto Alegre, capital do estado  do Rio Grande do Sul. A oficialização do bairro deu-se através da lei 2022 de 7 de dezembro de 1959. Em 2019 o bairro contava com: 961 habitantes, distribuídos por seus 59,3 hectáres, com uma densidade populacional de 1.620,57 hab./km². A taxa de analfabetismo do bairro era de 0,45%, acentuadamente menor que o índice geral de Porto Alegre que era de 3,86%. A renda média era de 8,1 salários mínimos por domicílio.

## História
Antigamente chamada "Várzea do Portão", a área do bairro Farroupilha era um grande planície alagadiça e pouco habitada e servia de logradouro público e de conservação de gado.
Por solicitação da Câmara da Província, a área se transformou em "Campo do Bom Fim" e, depois, em "Campo da Redenção"; atualmente, é conhecida como Parque Farroupilha (ou Parque da Redenção), o parque mais antigo da cidade. Seu ajardinamento se iniciou em 1925, durante a gestão do intendente Otávio Rocha. Mais tarde, sob a administração do prefeito Alberto Bins, foi dado seguimento à drenagem, ao nivelamento e à arborização de toda a parte sul do Campo, conforme um projeto inspirado em Alfredo Agache para a Exposição do Centenário da Farroupilha.
Além do parque, o desenvolvimento do Farroupilha está ligado à Universidade Federal do Rio Grande do Sul (UFRGS) - parte de seu campus central, incluindo sua reitoria, está situada aqui - e a duas tradicionais instituições de ensino porto-alegrenses: o Colégio Militar e o Instituto de Educação.

## Características atuais

### Pontos de referência
Áreas verdes
- Parque Farroupilha[3][4] (ou da Redenção), que inclui o Auditório Araújo Viana[5]

Educação
- Colégio Militar de Porto Alegre[6][7]
- Instituto de Educação General Flores da Cunha[8][9]
- Parte do Campus Central da Universidade Federal do Rio Grande do Sul (UFRGS), abrigando:
  - Biblioteca e reitoria
  - Escola de Engenharia[10]
  - Faculdade de Arquitetura[11]
  - Faculdade de Educação[12]
  - Instituto de Biociências[13]
  - Instituto de Ciências Básicas da Saúde[14]
  - Museu Universitário[15]
  - Rádio da Universidade[16]
  - Salão de Atos
  - Sala Redenção

Nota: os demais prédios deste campus se localizam dentro dos limites do Centro Histórico.
Saúde
- Hospital de Pronto Socorro de Porto Alegre (HPS)[17][18]

### Igrejas
- Igreja do Divino Espírito Santo[19]
- Igreja de Santa Teresinha[20][21]

### Outros
- Brique da Redenção[22]
- Mercado Público do Bom Fim[23]
- Templo Positivista de Porto Alegre[24]

## Limites atuais
Avenida João Pessoa, da esquina com Rua Avaí até a Avenida Venâncio Aires; desta, até a Avenida Osvaldo Aranha; desta, até a Rua Sarmento Leite; desta, até a Avenida João Pessoa; e, por esta, até encontrar novamente a esquina da Rua Avaí.

## Galeria de imagens

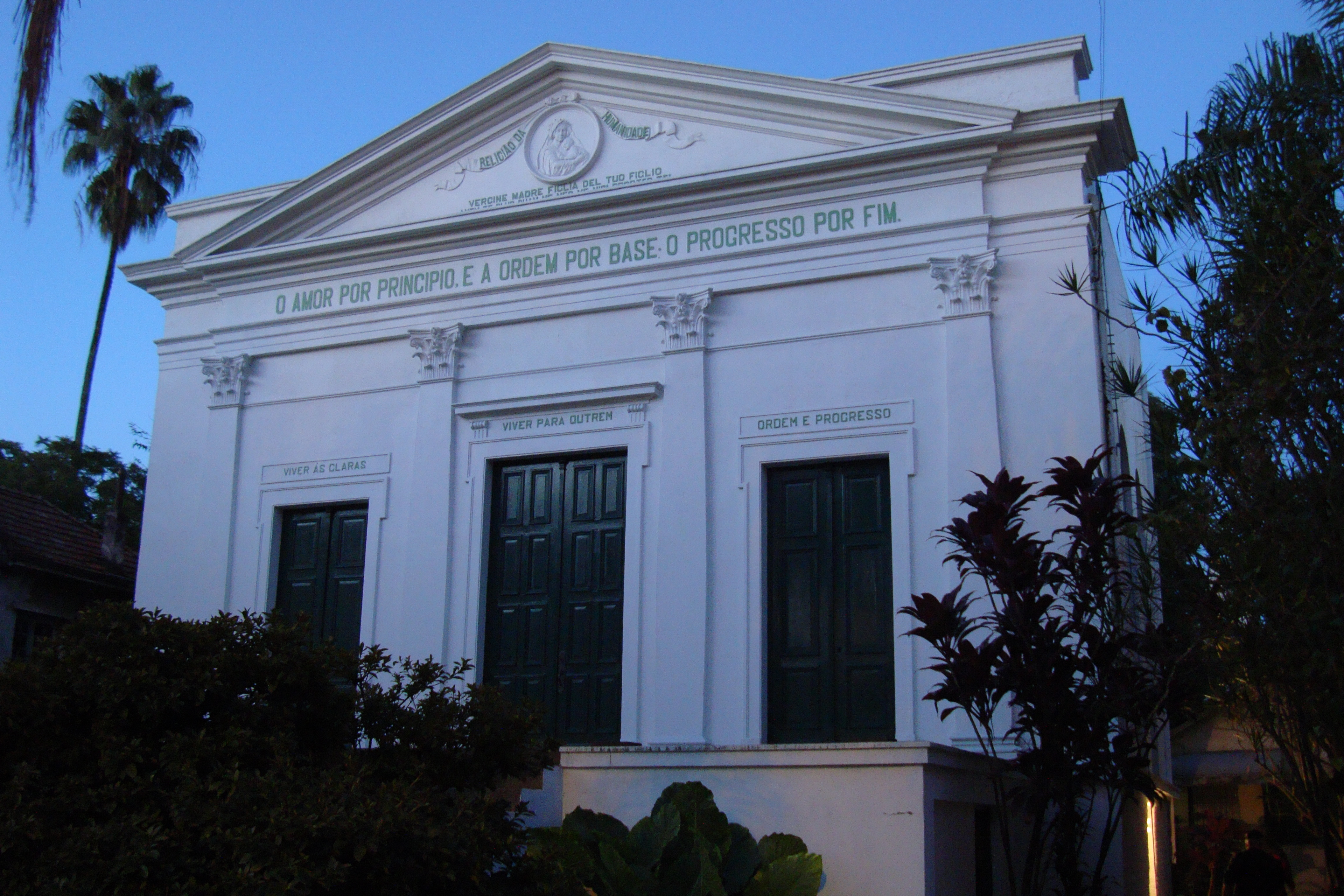
Templo Positivista de Porto Alegre
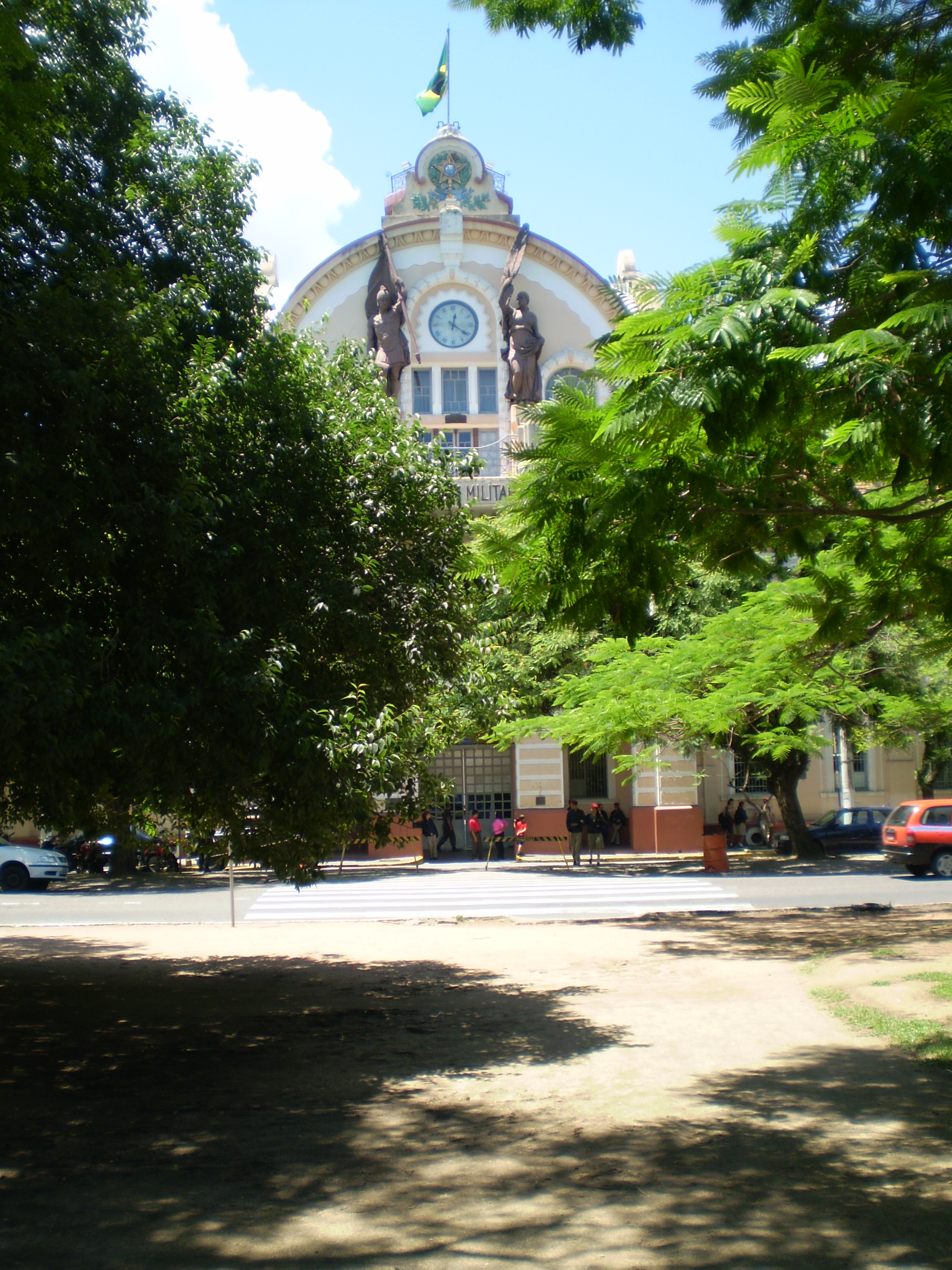
Colégio Militar de Porto Alegre
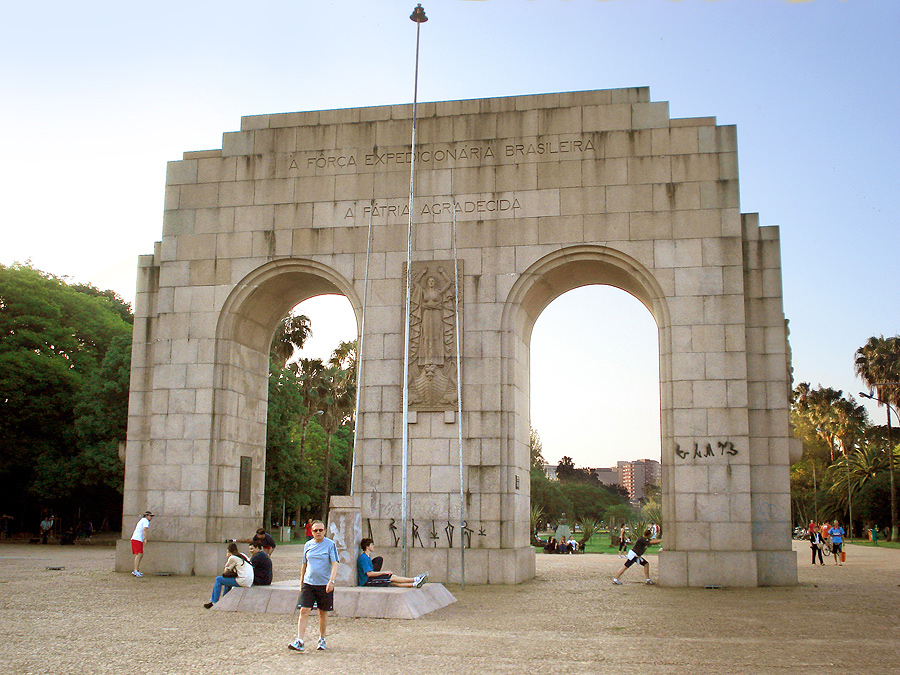
Monumento ao Expedicionário, no Parque da Redenção
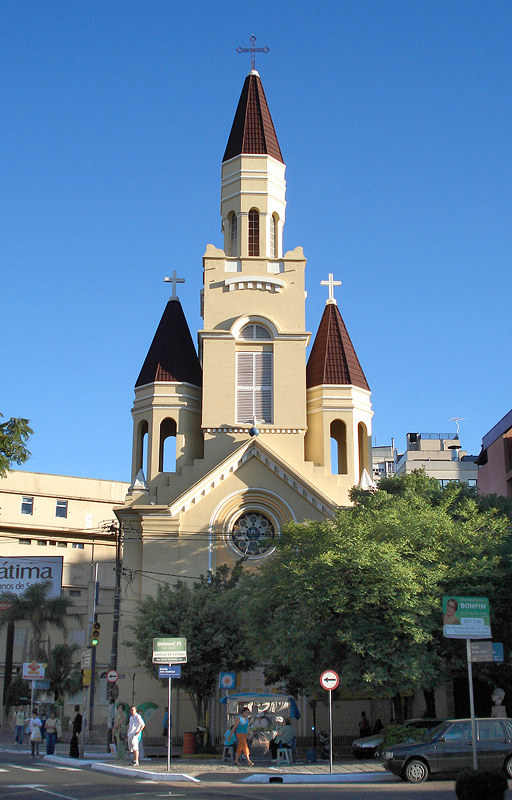
Igreja do Divino Espírito Santo
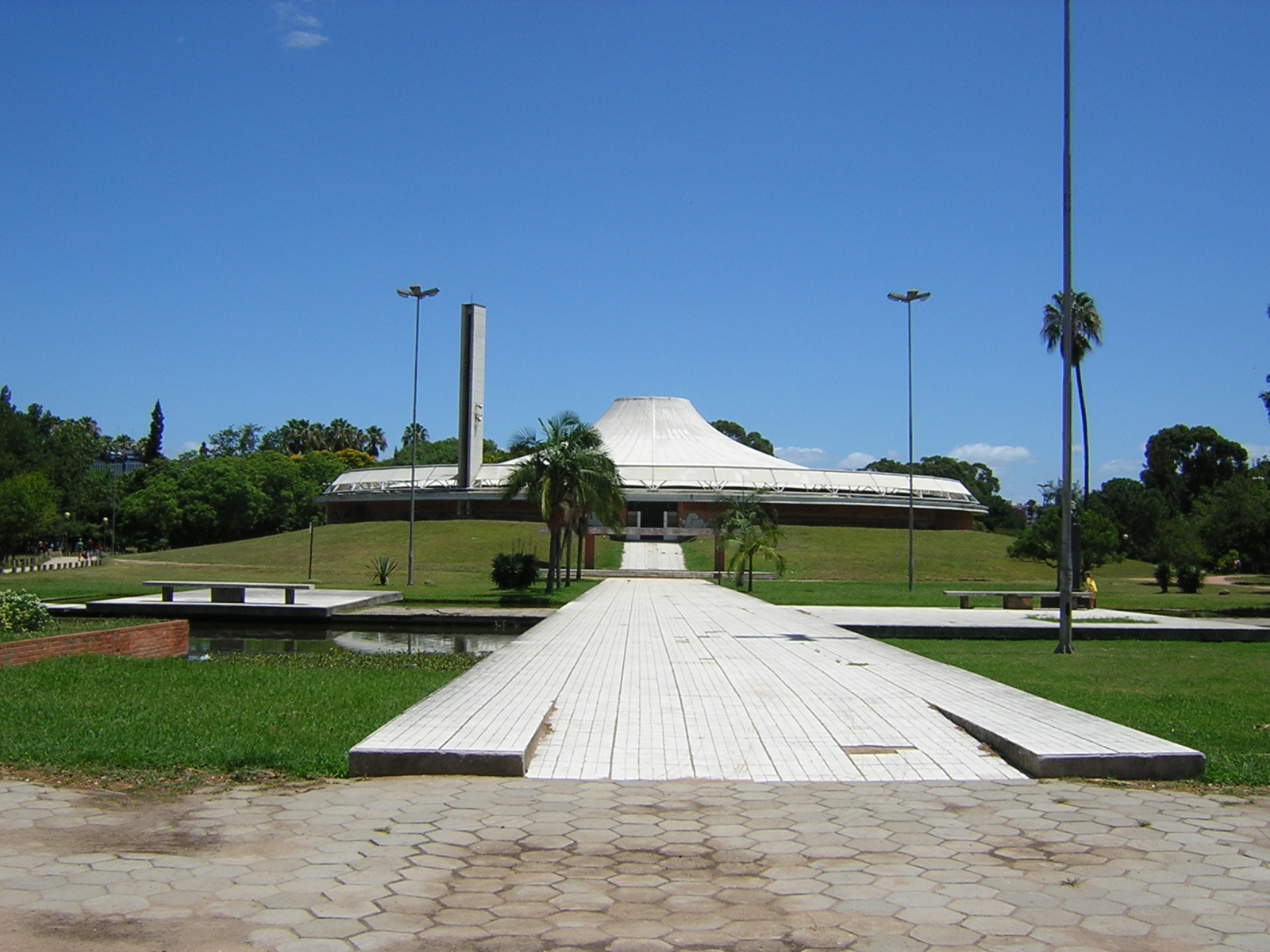
Auditório Araújo Viana

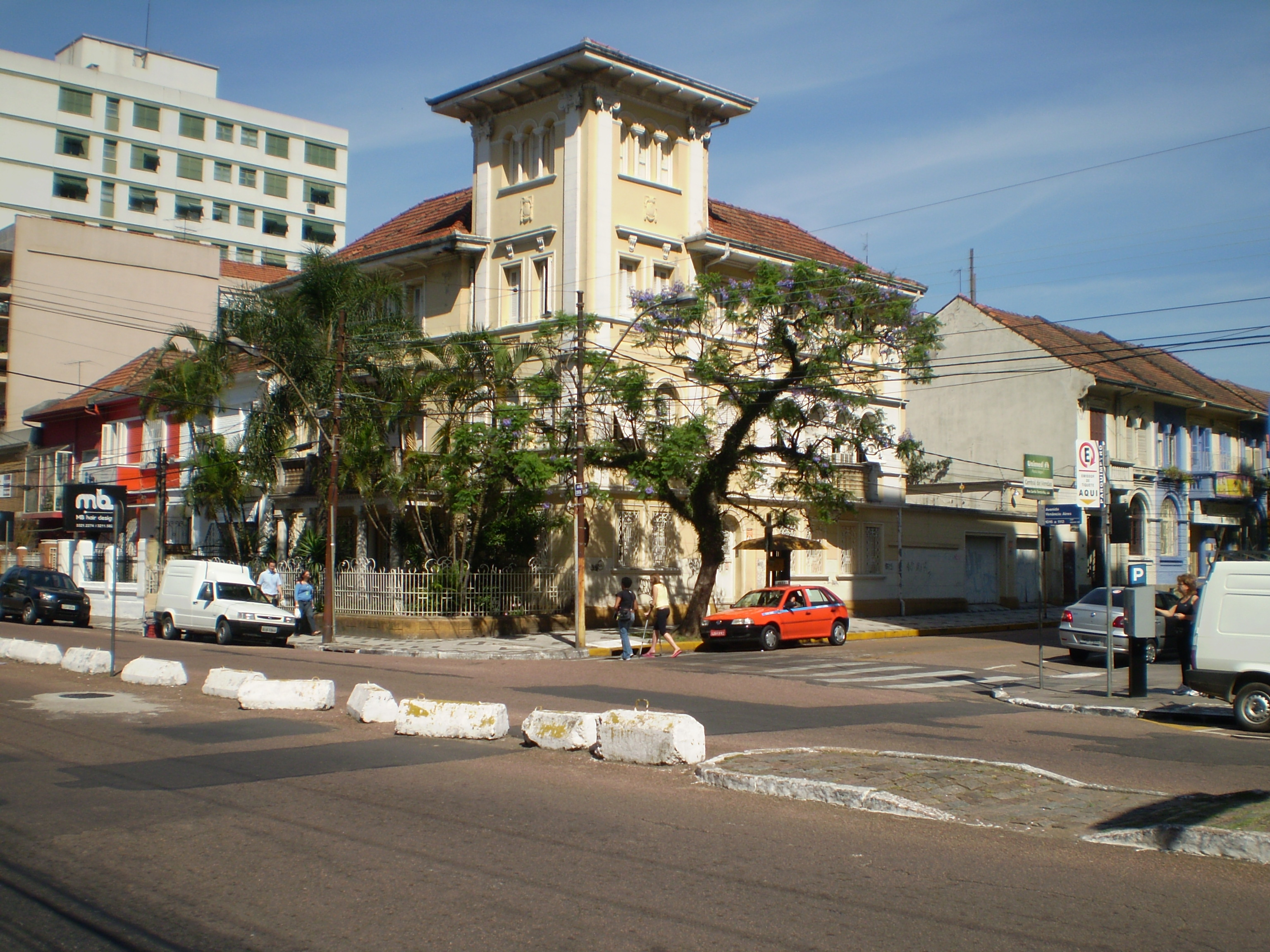
Esquina da Avenida Venâncio Aires com a Rua Santa Teresinha
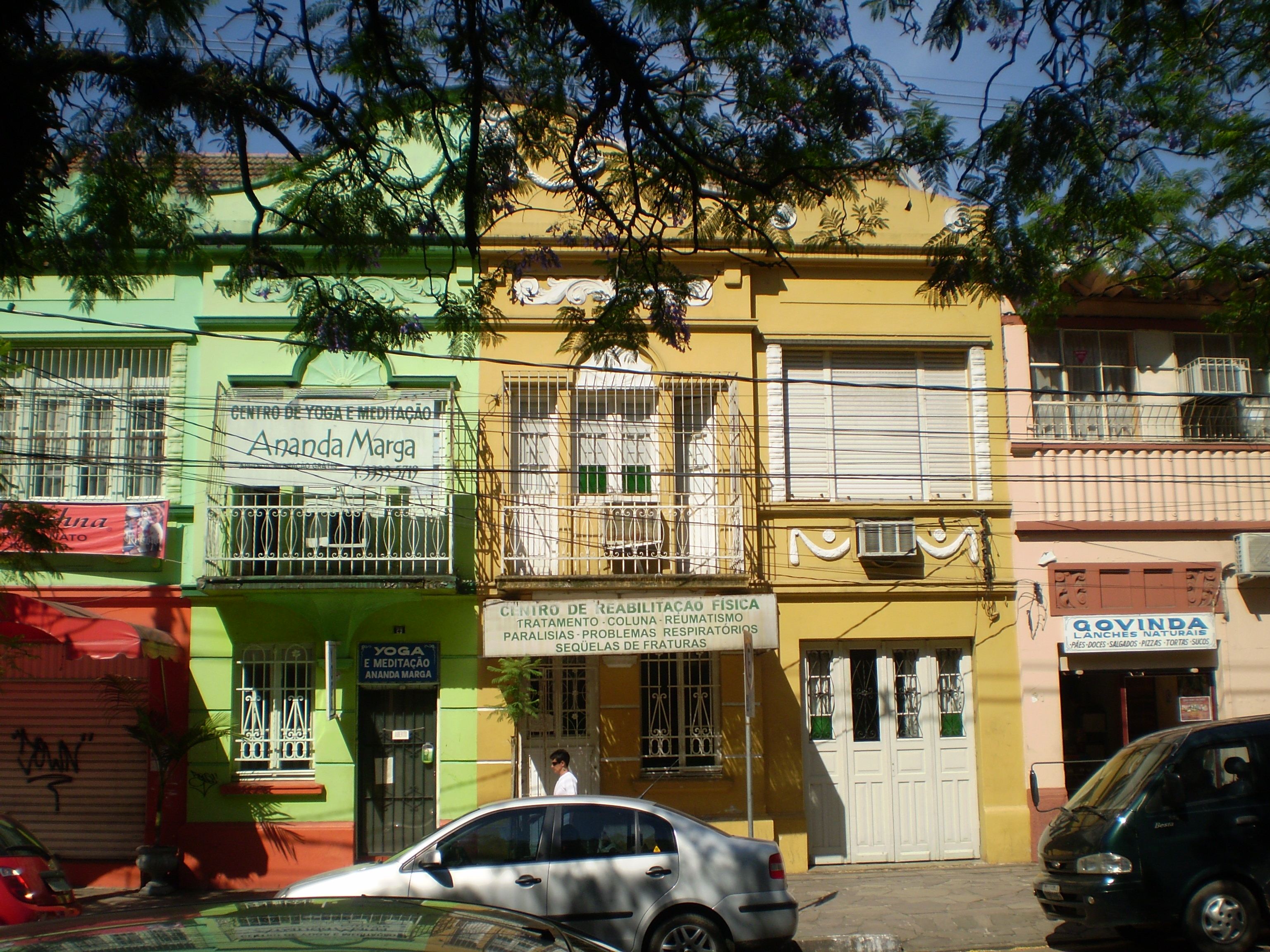
Vista da Rua Santa Teresinha
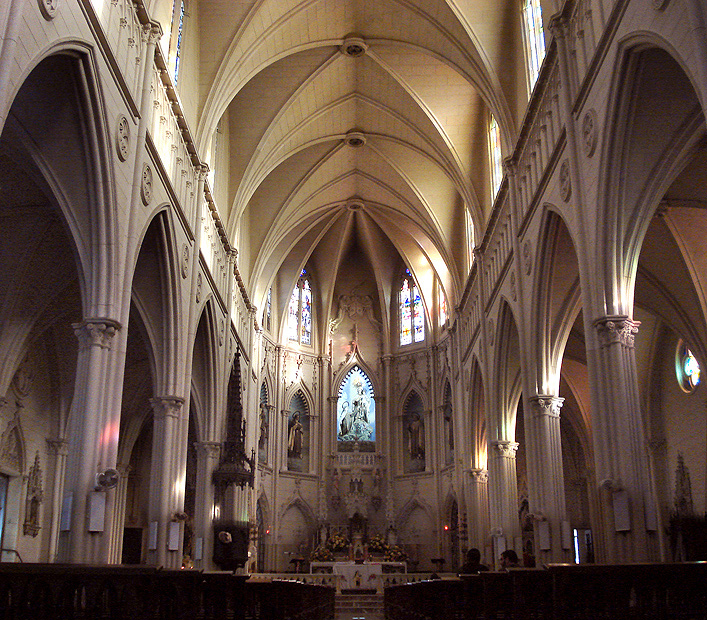
Interior da Igreja de Santa Teresinha
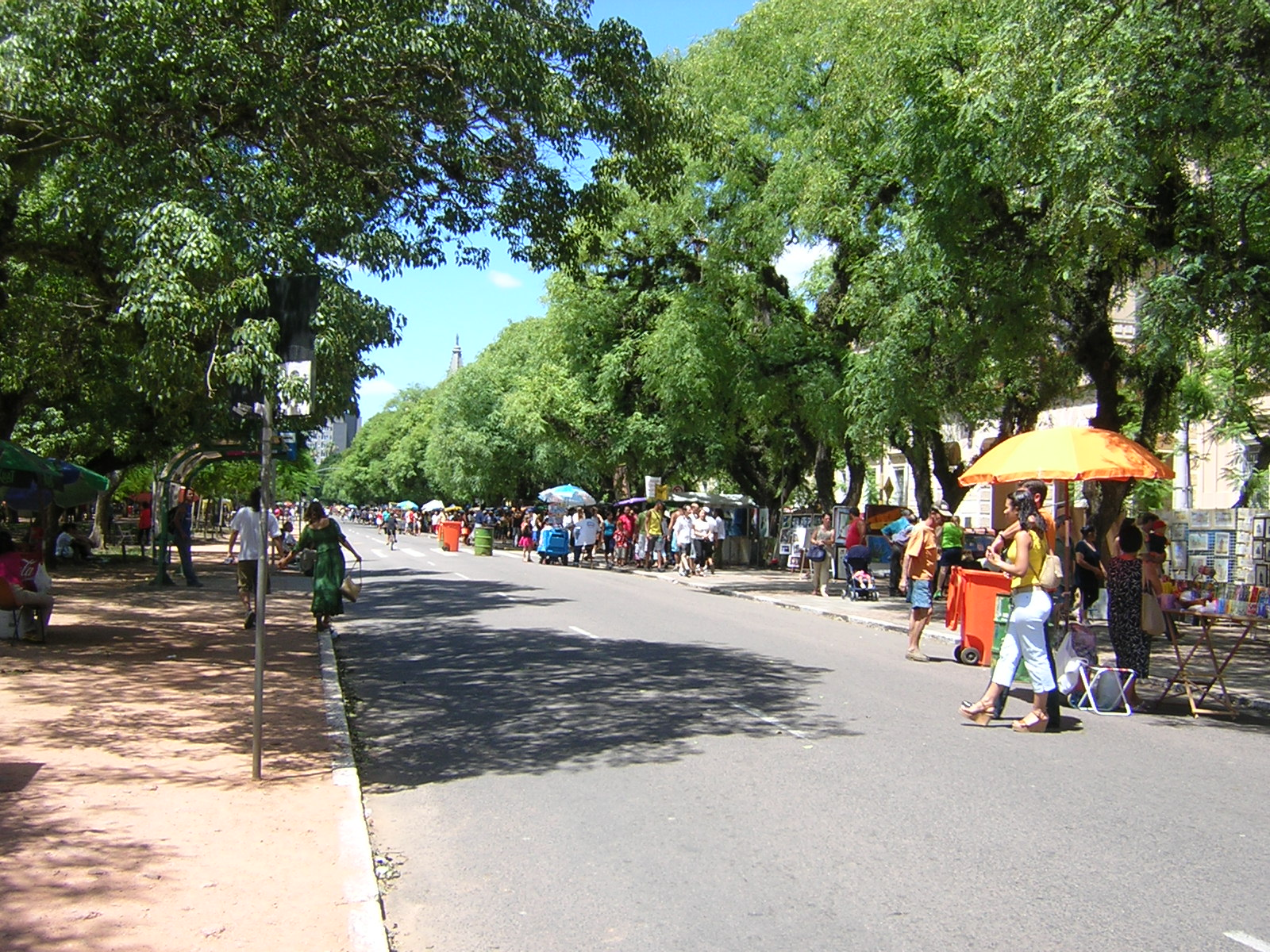
Brique da Redenção